# Daxata
Daxata – rodzaj chrząszczy z rodziny kózkowatych i podrodziny zgrzypikowych. 

## Zasięg występowania
Przedstawiciele tego rodzaju występują w Azji Południowo-Wschodniej.

## Systematyka
Do Daxata należy 7 gatunków i 3 podrodzaje:
- Podrodzaj Daxata Pascoe, 1864
  - Daxata camelus
- Podrodzaj Laodaxata Breuning, 1950
  - Daxata lepesmei
- Podrodzaj Taxada Breuning, 1961
  - Daxata anterufipennis
  - Daxata confusa
  - Daxata laosensis
  - Daxata sumatrensis
  - Daxata ustulata